# Каенлы
Каенлы — село в Нижнекамском районе Татарстана. Административный центр Каенлинского сельского поселения. Название села в переводе с татарского означает берёзовое.

## География
Расположено на реке Иныш, в 18 км к югу от Нижнекамска.

## История
Известно с 1678 года. 
В XVIII — первой половине XIX века жители относились к сословию государственных крестьян. Занимались земледелием, разведением скота, плетением лаптей, красильным, сапожным, стекольным промыслами, извозом, нанимались на сезонную работу на камские пристани. 
В «Списке населенных мест по сведениям 1870 года», изданном в 1877 году, населённый пункт упомянут как деревня Каинлы (Татарские Ерыклы) 3-го стана Мензелинского уезда Уфимской губернии. Располагалась при речке Ерыклинке, по правую сторону коммерческого тракта из Бирска в Мамадыш, в 90 верстах от уездного города Мензелинска и в 29 верстах от становой квартиры в селе Заинск (Пригород). В деревне, в 89 дворах жили 578 человек (285 мужчин и 293 женщины, татары), были мечеть, училище, водяная мельница. Жители занимались земледелием, скотоводством, плетением лаптей.
По сведениям переписи 1897 года, в деревне Каинлы (Ерыклы) Мензелинского уезда Уфимской губернии жили 936 человек (472 мужчины и 464 женщины), из них 932 мусульманина.
В начале XX века здесь действовали мечеть (построена в конце XIX в., реконструирована в 1989—90 гг.; памятник архитектуры), 2 мектеба, мельница. В этот период земельный надел сельскоц общины составлял 1335,1 десятины. 
До 1920 года входило в состав Сухаревской волости Мензелинского уезда Уфимской губернии, с 1920 года — в Мензелинский, с 1922 года — в Челнинский кантон Татарской АССР. С 10 августа 1930 года в составе Шереметьевского, с 1 февраля 1963 — Челнинского, с 12 января 1965 года — Нижнекамского района.

## Население
| 1859 | 1870 | 1897 | 1920 | 1926 | 1938 | 1949 | 1958 | 1970 | 1979 | 1989 | 2002 |
| ---- | ---- | ---- | ---- | ---- | ---- | ---- | ---- | ---- | ---- | ---- | ---- |
| 568  | 578  | 936  | 1223 | 657  | 696  | 596  | 523  | 562  | 353  | 662  | 715  |

| 2014 |
| ---- |
| 789  |

Национальный состав села — татары.

## Экономика
Полеводство, молочное скотоводство.

## Инфраструктура
В селе есть средняя школа, библиотека и дом культуры.

## Религия
мусульмане